# Azanian People's Organization
The Azanian People's Organisation (AZAPO) är en del av den svarta medborgarrättsrörelse som växte fram i protest mot den dåvarande sydafrikanska apartheidregimen.
AZAPO bildades 1978 genom samgående mellan Black People's Convention (BPC), the South African Students' Organisation (SASO) och the Black Community Programmes (BCP). Dessa tre organisationer hade förbjudits den 19 oktober 1977, för deras väpnade motståndskamp och deltagande i Sowetoupproret, den 16 juni 1976.
AZAPO:s väpnade gren hette Azanian National Liberation Army (AZANLA).
I oktober 1994 gick AZAPO samman med sin systerorganisation the Black Consciousness Movement of Azania (BCMA).